# Beit Duqqu
Beit Duqqu (àrab: بيت دقّو, Bayt Duqqū) és una vila palestina de la governació de Jerusalem, a Cisjordània, situada 12 kilòmetres al nord-oest de Jerusalem. Segons l'Oficina Central Palestina d'Estadístiques tenia 1.895 habitants el 2016.
Enllaça amb Jerusalem per l'Autopista 443. El relleu topogràfic del poble és muntanyós. Es troba a 650 metres sobre el nivell del mar, vorejat per Beit 'Anan al sud-oest, Beit Izja al sud-est, At Tira al nord i Al Qubeibeh al sud. L'àrea total de la terra de Beit Duqqu és de 7000 dúnams incloent l'àrea urbanitzada. Set clans importants constitueixen la població. La principal font de subsistència és l'agricultura, principalment d'albercocs, olives i raïms.

## Història

### Epoca otomana
En 1517, el poble va ser inclòs en l'Imperi Otomà amb la resta de Palestina i en els registres fiscals de 1596 va aparèixer com Bayt Duqqu, situada a la nàhiya de Jabal Quds del liwà d'al-Quds. La població era de 3 llars, totes musulmanes. Pagaven un tipus impositiu del 33,3% sobre productes agrícoles, que incloïen blat, ordi, oliveres i fruiters, cabres i ruscs, a més de «ingressos ocasionals»; un total de 2.730 akçe. El 1838 era assenyalada comun poble musulmà, situat a la zona de Beni Malik, a l'oest de Jerusalem.
En 1870 Guérin va descriure-la com una «vila petita situada al cim d'un turó alt.» Socin va trobar una llista oficial de viles otomanes del mateix any (1870) en la que Beit Duqqu tenia 125, amb un total de 36 cases, encara que la població només hi comptava els homes.
En 1883 el Survey of Western Palestine (SWP) del Fons per a l'Exploració de Palestina la va descriure com «Una vila de grandària moderada, alçada sobre una cresta, amb una font al nord-oest i olives al nord. També va ser un feu com [ Beit 'Anan ].»
En 1896 la població de Bet dukku era estimada en unes 114 persones.

### Mandat Britànic de Palestina
En el cens de Palestina de 1922, dut a terme per les autoritats del Mandat Britànic Bait Duqu tenia 254 musulmans, incrementada en el cens de 1931 a 328 musulmans, en 84 cases habitades.
En 1945 Beit Duqqu tenia 420 musulmans, amb 5.393 dúnams de terra, segons una enquesta de terra i població. D'aquests, 1,610 dúnams eren plantacions i terra de rec, 1,767 usats per a cereals, mentre 27 dúnams eren sòl edificat.

### Després de 1948
Després de la Guerra araboisraeliana de 1948 i els acords d'armistici de 1949, Beit Duqqu va quedar sota un règim d'ocupació jordana. Des de la Guerra dels Sis Dies en 1967, Beit Duqqu ha romàs sota ocupació israeliana.